# Detailresult Groep
Detailresult Groep N.V. is het holdingsbedrijf waar onder andere DekaMarkt, DekaTuin en Dirk deel van uit maken. Het ontstond na fusie van DekaMarkt en Dirk.
In 2005 startten Dekamarkt en Dirk hun samenwerking door bedrijfsonderdelen als IT en personeelszaken samen te voegen. In 2008 werden beide supermarkten samengevoegd tot Detailresult.
In januari 2022 werd bekend dat Dekamarkt en Dirk zelfstandig verder gaan en juridisch los komen te staan van de holding Detailresult Groep. Detailresult zal opgeheven worden voor juli 2024.   